# Духовне відродження
Асоціація «Духовне відродження» (скорочено АДВ) — міжнародна неурядова організація, основна діяльність якої пов'язана з освітою, виданням літератури, благодійністю та місіонерською активністю. Географія діяльності — Україна, Росія, Білорусь, Молдова та країни Середньої Азії. Діяльність організації має міжконфесійний та міжнаціональний характер.

## Історія
Асоціація Духовне відродження (далі — АДВ) заснована 20 липня 1992 року Петром Дейнекою-молодшим. Свого часу Дейнека здобув ступінь доктора від Північної баптистської семінарії (Лаєл, Іллінойс, США) та очолив створену ще його батьком, Петром Дейнекою-старшим, орієнтовану на місіонерську та правозахисну діяльність у СРСР організацію Slavic Gospel Association[відсутнє в джерелі].
У 1991 році Дейнека-молодший дає початок однойменному фонду Peter Deyneka Russian Ministries, який з метою впливу на перебіг подій у пострадянських країнах ініціює створення свого представництва — АДВ — з головним офісом у Москві. До 2000 року структура проходить період пошуку цільової аудиторії: 1993 року відкривається дитячий відділ, 1999-го — молодіжний. Паралельно відбувається інституційна розбудова: з 1995 року починається створення регіональних відділень у пострадянських республіках. У 1997 році на теренах Росії, України та Білорусі їх вже нараховувалось вже 20 одиниць.
Зі смертю у 2000 році Дейнеки-молодшого Президентом фонду стає його дружина Аніта Дейнека, Віце-президентом — Сергій Рахуба, випускник американського Біблійного коледжу Муді, який стояв біля витоків очолюваної Петром Дейнекою-молодшим Russian Ministries.
Він передає правління Асоціацією Валентину Васіліженко, який у 80-х роках закінчив Заочні Біблійні курси у Москві та у 90-х брав участь у семінарах і конференціях, присвячених Проекту-250. З вересня 1998 року він очолює Проект-250, з 2003 по 2007 роки — займає посаду віце-президента АДВ. У вересні 2005 році безпосереднє керівництво фондом переходить до українського соціального філософа, на той момент к.ф.н., Михайла Черенкова.
Черенков протягом сьоми років розвивав академічне крило Асоціації
Завдяки його науковим зв'язкам з Інститутом філософії ім. Г. С. Сковороди НАН України АДВ стала одним з центрів зустрічі світських гуманітаріїв та релігійних наукових кіл. За його посередництва у ірпінському офісі АДВ відбулась презентація книги українського науковця-релігієзнавця Наталії Гаврілової, яка трагічно загинула у січні 2013 року, «Современная религиозность. Во что и как верит молодёжь Украины», обговорення проблем євангельських церков на Форумі-20 та конференція професійних українських теологів під егідою Євро-Азійської Акредитаційної Асоціації.
При Черенкові Асоціація вперше заявила про себе у медійному середовищі: директор українського офісу почав коментувати суспільно-церковне життя у загальноукраїнських ЗМІ, на території АДВ відбулась конференція світських і релігійних працівників українських медіа Media Mobilization
У 2007 році головний офіс АДВ переміщено з Росії до України, а саме до Ірпеня Київської області. У 2010 році Президентом Russian Ministries стає Сергій Рахуба.
У 2012 році замість Михайла Черенкова на посаду віце-президента АДВ призначено Бориса Волкова , на той момент керівника українського підрозділу міжнародної освітньої організації Подорож по Біблії .  У першому інтерв'ю для ЗМІ Волков визначив свої пріоритети: увага до потреб світського суспільства та медій

## Діяльність

### Проект-250
Першою задачею, за яку взялась новозбудована організація, стала програма «Проект-250». Головною метою «Проекту-250» вважалась підготовка 250 служителів-засновників нових євангельських церков. Як виявилось, процес підготовки за вищезазначеним напрямом пройшло понад 1 000 чоловік, які згодом стали священнослужителями протестантських церков. Довготривала програма дала поштовх розвитку російських та українських благодійних проектів, дитячих театрів та дистрибуції духовної літератури.

### Видавництво
«Пробою льоду» у видавничій галузі для АДВ став випуск між 1997 та 2000 рокам російськомовного журналу «Духовное возрождение», з 2005 року — молодіжного видання «Общий язык». Друк та розповсюдження книжкової літератури стали згодом осердям освітньо-виховної роботи АДВ. За оцінками, з 1993 по 2003 рік Асоціацією було видано більше ніж 100 видань. Сьогодні більшість видавничих проектів реалізується в Україні.
З 2008 року почала діяти програма «Національні євангельські автори», яка стала свідком укорінення АДВ в Україні. ЇЇ метою вважалось відкриття широкому загалу нових облич у галузі релігійної та філософської літератури. За допомогою благодійної організації Connect International, АДВ налагодила видання серії праць українських, білоруських та російських авторів.
У 2008 році було надруковано 3 книги серії, у 2009 — 6, у 2010 — 3, у 2011 — 7 та у 2012 — 7 книжок.
| Рік  | Автор                                 | Назва           | ISBN              |
| ---- | ------------------------------------- | --------------- | ----------------- |
| 2013 | Территория рая                        | Андрей Тавров   | 978-966-2615-25-8 |
| 2013 | Многогранная церковь: новые грани     | Павел Валенчук  | 978-966-2615-46-3 |
| 2013 | Посланники Иисуса Христа              | Владимир Попов  | 978-966-2615-21-0 |
| 2013 | Культуры точка NET                    | Игорь Попов     | 978-966-2615-43-2 |
| 2013 | Записки миссионера, рождённого в СССР | Денис Гореньков | 978-966-2615-44-9 |

| Рік  | Автор                          | Назва                  | ISBN              |
| ---- | ------------------------------ | ---------------------- | ----------------- |
| 2012 | Реформаторы Духа               | Владимир Попов         | 978-584-0402-44-3 |
| 2012 | Кто такие баптисты?            | Ростислав Крыжановский | 978-966-8043-59-8 |
| 2012 | Лоскутное богословие           | Андрей Суховский       | 978-5-8404-0241-2 |
| 2012 | Христианство и армия           | Анатолий Ремезов       | 978-584-0402-47-4 |
| 2012 | Взгляд из церковного окна      | Александр Шульга       | 978-5-8404-0245-0 |
| 2012 | Корупція: кістка поперек горла | Олесь Дмитренко        | 978-966-2615-11-1 |
| 2012 | Люби Господа Бога твоего       | Джули Акерман Линк     | 978-584-0402-43-6 |
| 2012 | Соль раздумий                  | Василий Кропивницкий   | 978-5-8404-0248-1 |
| 2012 | Бог, возвращающий радость      | Александр Жибрик       | 978-5-905061-06-6 |

| Рік  | Автор                             | Назва                        | ISBN              |
| ---- | --------------------------------- | ---------------------------- | ----------------- |
| 2011 | Реформация в евангельских церквах | Виктор Шлёнкин               | 978-5-8404-0239-9 |
| 2011 | Реставрация бабочки               | Андрей Тавров                | 978-5-98449-177-8 |
| 2011 | Евангелие идущих                  | Юрий Захватаев               | 978-5-8404-0240-0 |
| 2011 | Дневник паломника за счастьем     | Павел Левушкан               | 978-584-040-238-9 |
| 2011 | Верить, чтобы знать               | Виктор Манжул                | 978-966-438-392-6 |
| 2011 | Алесь Дубровский                  | Религия, преодолевающая себя | 978-966-438-346-9 |
| 2011 | Алексей Синичкин                  | Всё ради миссии              | 978-966-438-276-9 |

| Рік  | Автор                | Назва                | ISBN              |
| ---- | -------------------- | -------------------- | ----------------- |
| 2010 | Упорство в пути      | Евгений Новицкий     | 978-966-438-279-0 |
| 2010 | Путь, истина и жизнь | Ольховский Владислав | 978-966-438-280-6 |
| 2010 | Воздвигнутые Богом   | Анатолий Райчинец    | 978-966-438-246-2 |

| Рік  | Автор                        | Назва             | ISBN              |
| ---- | ---------------------------- | ----------------- | ----------------- |
| 2009 | Церковь и общество           | Михаил Неволин    | 966-438-218-3     |
| 2009 | Разговоры на пороге          | Игорь Малин       | 78-966-438-207-3  |
| 2009 | Свет святыни                 | Андрей Суздальцев | 5 8404 0212 5     |
| 2009 | Устоять в истине             | Геннадий Гололоб  | 5-8404-0205-2     |
| 2009 | Не надо впадать в руки врача | Геннадий Лихих    | 5-8404-0209-5     |
| 2009 | Хвала Богу за кризис: омилии | Сергей Головин    | 978-966-438-214-1 |

| Рік  | Автор                                                          | Назва           | ISBN          |
| ---- | -------------------------------------------------------------- | --------------- | ------------- |
| 2008 | Безбожные ценности убежденных верующих                         | Пётр Цюкало     | 5-8404-0207-9 |
| 2008 | Лицом к лицу                                                   | Михаил Черенков | 5-8404-0197-8 |
| 2008 | Европейская Реформация и украинский евангельский протестантизм | Михаил Черенков | 5-8404-0207-9 |

Резонансними стали випуски примірників Нового Заповіту із спецдизайном — для студентів ( Жизнь с чистого листа ; 2011, 582 с., рос.мовою), байкерів ( Библия для байкеров ; 2009 та 2010 рр., 392 с.. рос.мовою), груп ризику ( Путь к восстановлению ; 2010 р., 440 с., рос.мовою), мусульман (переважно) Північного Кавказу та Росії (Послание славы ; 2013 р., рос.мовою) та так зване «анти-СНІД» -Євангеліє ( Стремись к жизни ; 2013 р., 624 с., рос.мовою).
Певний інтерес наукових кіл викликало видання Франчайзинг МакЦерковь Томаса Уайта та Джона Марка Йетса (2010 р., 197 с.), присвячене питанням соціології американських протестантських спільнот.
За підтримки АДВ у 2011 році вийшла фундаментальна енциклопедія Популярная история христианства (К.: Саммит-книга, 480 с. з ілюстраціями) Сергія Саннікова, яка роздавалась в ВРУ українським депутатам за посередництва Павла Унгуряна і була особисто передана колишньому прем'єр-міністру України Юлії Тимошенко ; медійники схвалили це видання.
Приїзд у серпні 2013 року відомого американського фандрейзера Боба Вестфола супроводжувався випуском російськомовного перекладу його книги The Fulfillment Principle. Видання отримало позитивні відгуки. У 2013 році Михайло Черенков разом із тодішнім виконавчим директором Співдружності студентів-християн Україна ("ССХ Україна") видали книгу "Церковь - университету".
Подальший вектор видавничого крила у АДВ — створення попиту на інтелектуальний продукт вітчизняних авторів та перекладацька діяльність, співпраця з конфесійними та світськими видавництвами.

### Місія
З самого початку АДВ приділяла особливу увагу ініціативам молодих місіонерів, які не були пов'язані конфесійними обмеженнями. Асоціація не стала конкурувати з історичним правом саме релігійних організацій будувати нові церкви та почала оснащувати та, за можливістю, фінансово підтримувати місіонерів. З найбільш успішних проектів стали фестивалі дитячих лялькових театрів та видавничий проект «Національні євангельські автори». Сьогоднішній вектор місіонерських програма АДВ — Кавказ та Середня Азія.
Міжконфесійний та міжрелігійний діалоги теж значився у фокусі уваги організації. У 2006 році АДВ ініціювала круглий стіл Христианские ценности в современной России , учасниками якого стали к.ф.н. релігієзнавець Роман Лункін, священик Яків Кротов та вже померлий християнський філософ Григорій Померанц.
Видавнича серія Діалог традицій, завдяки якій побачили світ книги Німецький пієтизм: історико-педагогічний аспект та Візантійський неоплатонізм від Діонісія Ареопагіта до Геннадія Схоларія українського філософа Юрія Чорноморця, мала намір стати одним з мостів у спілкуванні християнських конфесій.

### Освіта
АДВ реалізує освітні свої освітні програми здебільшого через засновану у 2004 році Школу без стін. Школа без стін — це навчальна методологія, згідно з якою викладач їде до місця проживання студентів (або до релігійної організації, на запрошення від якої він їде), сприяє набуттю теоретичних і практичних навичок у сфері релігійного та наукового знання на місці. Термін навчання — 2 роки.
Переваги ШБС — у значній неформальності, гнучкості, акценті на практичній діяльності та мінімальних витратах часу студентів. Цільова аудиторія — молоді люди від 16 до 45 років, члени місцевих релігійних об'єднань; у Школі вони займаються практичною теологією, інтерпретацією класичних Біблійних текстів та опановують методологію місії. У 2010–2011 роках 59% студентів ШБС регулярно відвідували баптистські церкви, 26% — євангельські, 5% — п'ятдесятницькі та 10% — незалежні євангельські спільноти.
 Кількість студентів  Школи без Стін  по роках 
| № п/п | Країна                        | 2004–2005 | 2005–2006 | 2006–2007 | 2007–2008 | 2008–2009 | 2009–2010 | 2010–2011 | 2011–2012 | 2012–2013 |
| ----- | ----------------------------- | --------- | --------- | --------- | --------- | --------- | --------- | --------- | --------- | --------- |
| 1     | Україна                       | 350       | 850       | 1108      | 1121      | 955       | 592       | 791       | 815       | 679       |
| 2     | Росія                         | 400       | 450       | 742       | 389       | 510       | 362       | 422       | 428       | 420       |
| 3     | Білорусь                      | 0         | 200       | 468       | 490       | 250       | 138       | 166       | 176       | 141       |
| 4     | Молдова                       | 0         | 0         | 55        | 200       | 98        | 120       | 115       | 130       | 148       |
| 5     | Узбекистан                    | 0         | 0         | 0         | 0         | 90        | 240       | 140       | 180       | 164       |
| 6     | Киргизстан                    | 0         | 0         | 0         | 0         | 0         | 25        | 143       | 169       | 159       |
| 7     | Таджикистан                   | 0         | 0         | 0         | 0         | 0         | 95        | 80        | 130       | 165       |
| 8     | Казахстан                     | 0         | 0         | 0         | 0         | 0         | 120       | 125       | 85        | 107       |
| 9     | Азербайджан                   | 0         | 0         | 0         | 0         | 0         | 0         | 25        | 65        | 83        |
| 10    | Грузія                        | 0         | 0         | 0         | 0         | 0         | 0         | 0         | 150       | 170       |
| 11    | Вірменія                      | 0         | 0         | 0         | 0         | 0         | 0         | 0         | 0         | 50        |
| 12    | Монголія                      | 0         | 0         | 0         | 0         | 0         | 0         | 0         | 20        | 25        |
| 13    | Загальная кількість студентів | 750       | 1500      | 2373      | 2200      | 1903      | 1692      | 2007      | 2339      | 2613      |

Серед викладачів ШБС: С.Головін, магістр природознавства, Ph.D, D.Min, M.A. ; Костянтин Тетерятніков, магістр релігієзнавства (Національний університет «Острозька акадімія», M.Min (Київська богословська семінарія.
Соціальні навички студенти застосовують на практиці у в'язницях, спортивних таборах, дитячих будинках. На даний момент ШБС працює в Україні, Росії (+ Арктичний Сибір), Казахстані, Киргизстані, Таджикистані та Узбекистані.

### Соціальна діяльність
Фокус на соціальному служіння став частиною бачення АДВ з тієї причини, що вважалось необхідним спрямовувати енергію євангельських церков на суспільно-значущу роботу. В результаті цього відбулась низка конференцій та семінарів, що стосувались проблем СНІДу, дитячого алкоголізму, вимирання населення. Тренери АДВ рекомендували євангельським церквам сприймати соціальні проблеми не як кару від Бога, а можливість для служіння ближньому. Результатом співпраці АДВ з медичними колами стали як спільні конференції у 2012 та 2013 роках, так і соціальні акції на підтримку соціально незахищених верств населення
З 2005 року АДВ започаткувала постійну соціальну акцію Подаруй надію. В її рамках жителям України, Молдови та Росії пропонується самостійно збирати подарункові коробки для дітей-сиріт, дітей з неблагополучних сімей та інвалідів. За 2010–2011 роки зібрали та розповсюдили 51.980 подарунків.
|  | Отримуючи від АДВ спеціально розфарбовані короби, євангельські церкви розповсюджують їх заповненими або у централізований спосіб, або віддають цей процес «на поталу» окремих віруючих людей |

.
Борис Волков, виконавчий віце-президент Асоціації «Духовне відродження» у статті, присвяченої програмі  Подаруй надію .